# Петтерсен, Сири
Сири Петтерсен (норв. Siri Pettersen; 28 октября 1971, Финнснес, округ Тромс и Финнмарк, Норвегия) — норвежская писательница, автор комиксов, художница-карикатуристка и иллюстратор.

## Биография
Детство провела в Сёррейса и Тронхейме. С начала 2000-х годов начала активно работать в индустрии комиксов. Является членом Ассоциации художников комиксов в Тронхейме.

## Творчество
Пишет книги фэнтези и научную фантастику.
В 2004 году издала несколько комиксов под названием «Анти-Климакс» (Anti-Klimaks), представляющий собой юмористическую серию с ярко выраженным политическим подтекстом. Группа молодых людей, которые выступают против всего мира, оспаривают законы современного общества и хотят его исправить. Однако, поскольку они постоянно спорят друг с другом, им некогда менять действительность. По словам самой писательницы, это серия комиксов для тех, кто хочет иного мира.
В 2004 году её вышел альбом под названием Heller mot enn for! («Ни против, ни за!»).
Автор «Kråkene», комикса, в котором отсутствует диалог и комикс в жанре фэнтези «Myrktid» .
В 2013—2015 годах издала фэнтезийную трилогию «Ravneringene» («Круги ворона»), в том числе «Odinsbarn» («Потомок Одина», 2013), «Råta» («Скверна», 2014) и «Evna» («Мощь», 2015). Трилогия переведена на шведский, финский, датский, итальянский, бразильский, португальский, эстонский, иврит, чешский, польский и немецкий языки.
Права на экранизацию были куплены норвежской кинокомпанией Maipo Films.

## Награды
Лауреат премий Norwegian Fable Award, South Literary Award, Havmann Award .
- Премия издательства Bladkompaniet за «Анты-Климакс» (2002)
- Литературная премия Norsk Tegneserieforum (NTF) Sproingprisen за лучший дебют (2004)
- Премия норвежских книготорговцев за книгу «Odinsbarn» («Потомок Одина», 2013)
- Премия книжных блогеров (2013)
- Премия для дебютантов Министерства культуры (2014)
- Премия Fabelprisen (2014)
- Премия Весна (2014)
- Премия норвежских книготорговцев Bokhandlerprisen (2014)
- Премия книжных блогеров (2014)
- Грант норвежских книготорговцев (2015)
- Внесена в книгу почёта IBBY (2016).